# 溫特沃斯港 (喬治亞州)
溫特沃斯港（英語：Port Wentworth）是一個位於美国喬治亞州查塔姆縣的城市。

## 地理
溫特沃斯港的座標為32°09′52″N 81°10′48″W / 32.16444°N 81.18000°W，而該地的平均海拔高度為7米（即23英尺）。

## 人口
根據2010年美國人口普查的數據，溫特沃斯港的面積為43.00平方千米，當中陸地面積為42.60平方千米，而水域面積為0.40平方千米。當地共有人口5359人，而人口密度為每平方千米124人。